# أهداف التنمية المستدامة وغانا
تصف أهداف التنمية المستدامة وغانا كيفية تنفيذ أهداف التنمية المستدامة في غانا. تُعرف أهداف التنمية المستدامة أيضًا باسم خطة التنمية المستدامة لعام 2030 وهي مجموعة من سبعة عشر هدفًا عالميًا لـ 169 مجالًا محددًا طورتها الأمم المتحدة. أُصدرت أهداف التنمية المستدامة في ريو دي جانيرو في عام 2012 في مؤتمر الأمم المتحدة للتنمية المستدامة. كان يهدف المؤتمر إلى إنتاج مجموعة من الأهداف العالمية التي تستطيع تلبية المشكلات البيئية والاقتصادية والسياسية الملحة التي تواجه العالم.
غانا بلد في الجزء الغربي من أفريقيا تقع على ساحل خليج غينيا. غانا هي أول دولة في أفريقيا جنوب الصحراء تحصل على الاستقلال من الحكم الاستعماري. وهي إحدى الدول الرائدة في إفريقيا بسبب ثروتها الطبيعية.

## خلفية
أهداف التنمية المستدامة، التي تسمى أيضًا الأهداف العالمية، هي دعوة عالمية للعمل من أجل القضاء على الفقر وحماية الكوكب وضمان تمتع الجميع بالسلام والازدهار بحلول عام 2030. تبنّتها 193 دولة مع غانا. دخلت أهداف التنمية المستدامة حيز التنفيذ في يناير 2016. وتتمثل أهدافها في ضمان الإدماج الاجتماعي وحماية البيئة وتعزيز النمو الاقتصادي. تتلقى الحكومات والقطاع الخاص والبحوث والأوساط الأكاديمية ومنظمات المجتمع المدني الدعم من الأمم المتحدة لأن أهداف التنمية المستدامة تشجع الشراكات. وتضمن اعتماد الخيارات الصحيحة الآن لتحسين حياة الأجيال القادمة بطريقة مستدامة. تُعتبر أهداف التنمية المستدامة مترابطة.
وفقًا لرئيس غانا نانا أكوفو-أدو، «نحن أول دولة في إفريقيا في جنوب الصحراء نحرر أنفسنا من الاستعمار. وأول بلد أفريقي جنوب الصحراء الكبرى يحقق هدف خفض مستوى الفقر إلى النصف، على النحو الوارد في الهدف 1 من الأهداف الإنمائية للألفية؛ وأول بلد في إفريقيا يقضي على التراخوما».
تهدف غانا إلى مواءمة أولوياتها التنموية بالشراكة مع منظمات المجتمع المدني والقطاع الخاص لتحقيق أهداف التنمية المستدامة معًا. يحتوي جدول أعمال 2030 على خمسة مواضيع شاملة، تُعرف باسم العناصر الخمسة، وهي: البشر والكوكب والازدهار والسلام والشراكات، والتي تمتد عبر أهداف التنمية المستدامة السبعة عشر.

## تقارير التقدم